# Handszpak

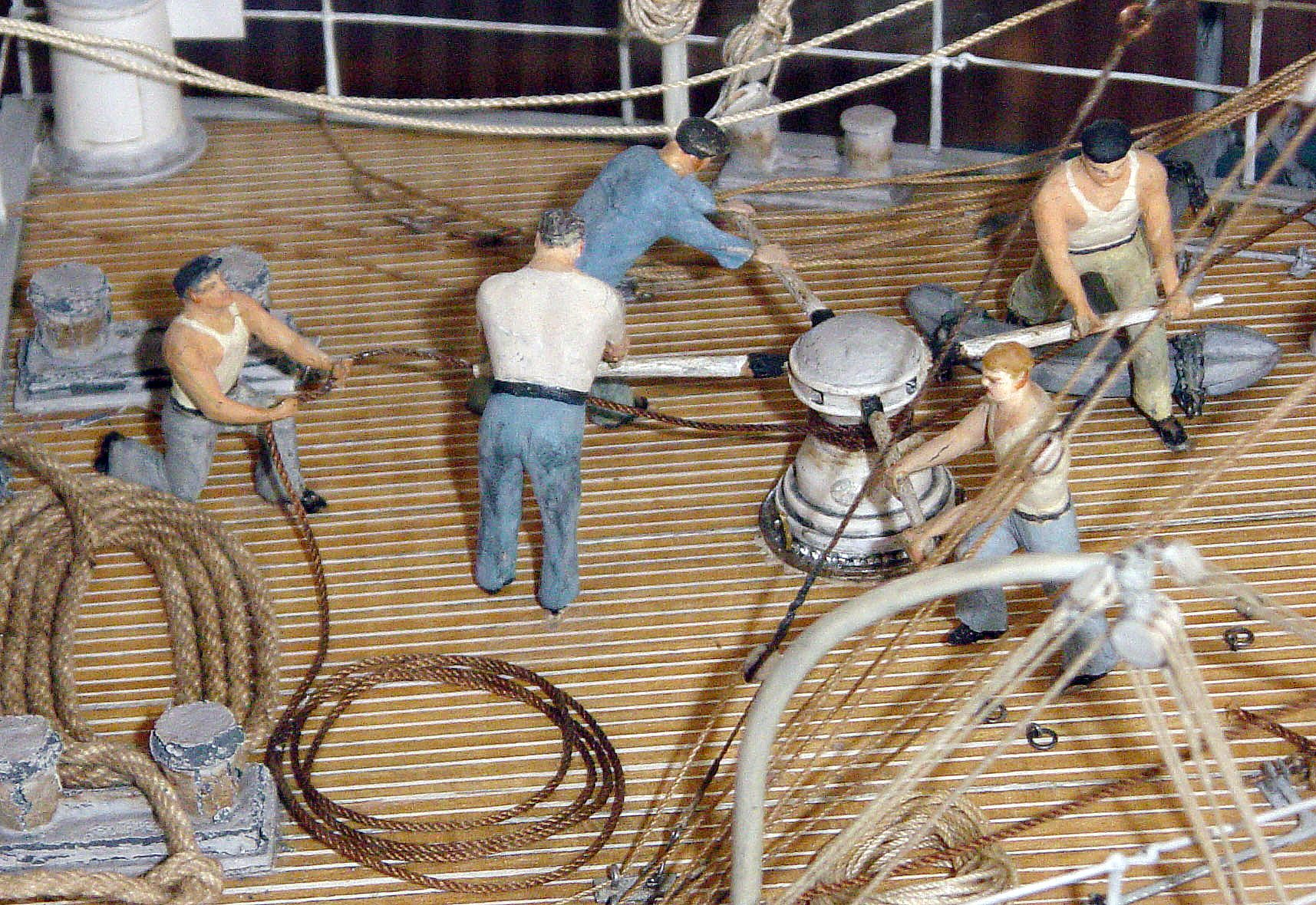
Model statku z marynarzami obracającymi kabestan za pomocą handszpaków

Handszpak – drewniany lub metalowy drążek długości 1–2 metrów służący do wprawiania w ruch urządzeń znajdujących się na statku żaglowym. Handszpaki obsługiwane są za pomocą rąk i działają na zasadzie dźwigni.
Dawniej handszpaki służyły głównie do obsługi wielkich kabestanów, przy których pracowało kilku do kilkudziesięciu marynarzy.
Dziś używane są najczęściej jako awaryjne, a czasami główne źródło energii dla takich urządzeń jak winda kotwiczna lub pompa zęzowa. Ich pierwotna rola, polegająca na obracaniu kabestanu, praktycznie przeminęła.